# Rumänsk iris
Rumänsk iris (Iris reichenbachii) är en  växtart inom familjen irisväxter och förekommer naturligt i Rumänien och på Balkan. Arten odlas som prydnadsväxt i Sverige.

## Synonymer
- Iris athoa Foster
- Iris balkana Janka
- Iris bosniaca (Beck) Dörfl.
- Iris chamaeiris subsp. balkana (Janka) K.Richt.
- Iris livida James Booth ex Berg
- Iris reichenbachii var. bosniaca Beck
- Iris reichenbachii var. lutea Peia
- Iris reichenbachii var. tenuifolia Velen.
- Iris reichenbachii var. tubifera Velen.
- Iris serbica Pancic
- Iris skorpilii Velen.
- Iris virescens subsp. bosniaca (Beck) K.Richt.
- Iris virescens subsp. reichenbachii (Heuff.) Nyman